# Liste des conseillers régionaux du Lot
Le département français du Lot compte actuellement 5 conseillers régionaux sur les 158 élus qui composent le conseil régional d'Occitanie.

## Listes par mandature

### 2021-2028
Le Lot compte 5 conseillers régionaux sur les 158 élus composant l'assemblée du conseil régional d'Occitanie issue des élections des 20 et 27 juin 2021.
|                     | Marie Piqué *        | PCF | 01 | Communiste Republicain et Citoyen   | —                                     |
|                     | Vincent Labarthe *   | PS  | 02 | Socialistes et Citoyens d'Occitanie | Président de la CC Grand Figeac       |
|                     | Geneviève Lasfargues | PRG | 03 | Radicaux de Gauche et Citoyens      | Conseillère municipale de Cahors      |
|                     | Brigitte Rivière     | LR  | 01 | L'Occitanie courageuse              | —                                     |
|                     | Sébastien Nodari     | LR  | 02 | L'Occitanie courageuse              | Premier adjoint au maire de Lalbenque |
| * Vice-président(e) |                      |     |    |                                     |                                       |

### 2015-2021
|                     | Vincent Labarthe * | PS    | 01 | Socialiste, républicain et citoyen       | Président de la CC Grand Figeac        |
|                     | Marie Piqué *      | PCF   | 02 | Nouveau Monde                            | —                                      |
|                     | Raphaël Daubet     | PRG   | 03 | Radicaux                                 | Maire de Floirac                       |
|                     | Aurélien Pradié    | LR    | 01 | Union des élus de la droite et du centre | Député du Lot, maire de Cœur de Causse |
|                     | Brigitte Rivière   | LR    | 02 | Union des élus de la droite et du centre | —                                      |
|                     | Emmanuel Crenne    | FN-RN | 01 | Rassemblement national puis non-inscrit  | —                                      |
| * Vice-président(e) |                    |       |    |                                          |                                        |

### 2010-2015
|                     | Marie-Odile Delcamp  | PS  | 01 | Socialiste et républicain   | Maire de Gourdon                 |
|                     | Vincent Labarthe *   | PS  | 02 | Socialiste et républicain   | —                                |
|                     | Geneviève Lasfargues | PRG | 03 | Radicaux de gauche          | Conseillère municipale de Cahors |
|                     | Alain Ciekanski      | EÉ  | 04 | Europe Écologie             | —                                |
|                     | Catherine Marlas     | PS  | 05 | Socialiste et républicain   | —                                |
|                     | Monique Martignac    | UMP | 01 | Républicains et territoires | Maire de Saint-Jean-Lagineste    |
| * Vice-président(e) |                      |     |    |                             |                                  |

### 2004-2010
| Identité | Identité             | Parti | N° | Groupe | Autres mandats ou fonctions                            |
| -------- | -------------------- | ----- | -- | ------ | ------------------------------------------------------ |
|          | Danielle Comte       | PS    | 01 | -      | Maire de Saint-Laurent-les-Tours                       |
|          | Jean-Claude Blanchou | PS    | 02 | -      | Maire de Sauzet                                        |
|          | Dominique Orliac     | PRG   | 03 | -      | Députée du Lot, conseillère général de Cahors-Nord-Est |
|          | Angelo Parra         | PRG   | 06 | -      | —                                                      |
|          | Serge Laybros        | PCF   | 04 | -      | Conseiller municipal de Cahors                         |
|          | Marie-Odile Delcamp  | PS    | 05 | -      | Maire de Gourdon                                       |
|          | Monique Martignac    | UMP   | 01 | -      | Maire de Saint-Jean-Lagineste                          |

### 1998-2004
| Identité | Identité           | Parti  | N° | Groupe | Autres mandats ou fonctions                                      |
| -------- | ------------------ | ------ | -- | ------ | ---------------------------------------------------------------- |
|          | Martin Malvy       | PS     | 01 | -      | Maire de Figeac, conseiller général de Vayrac                    |
|          | -                  | -      | 02 | -      | -                                                                |
|          | -                  | -      | 03 | -      | -                                                                |
|          | -                  | -      | 04 | -      | -                                                                |
|          | Pierre Mas         | UDF-FD | 01 | -      | Conseiller municipal de Cahors, conseiller général de Cahors-Sud |
|          | Serge Juskiewenski | DVD    | 01 | -      | Conseiller municipal de Figeac                                   |